# Jens Nohka
Jens Nohka (Francoforte sull'Oder, 5 ottobre 1976) è un bobbista tedesco.

## Biografia
Viene ricordato come vincitore di una medaglia d'argento nella sua disciplina, vittoria avvenuta ai campionati mondiali del 2004 (edizione tenutasi a Königssee, Germania) insieme ai suoi connazionali Christoph Langen, Enrico Kühn e Christoph Heyder
Nell'edizione l'oro andò all'altra nazionale tedesca e il bronzo alla nazionale statunitense.